# Hybrid Fiber Coax

Schema einer HFC-Verteilung

Hybrid Fiber Coax (HFC) ist ein Breitband-Telekommunikationsnetz, das Glasfaser und TV-Kabelnetz (Koaxialkabel) kombiniert. Dabei werden Glasfaserstrecken zur regionalen Verteilung der Signale verwendet, also von der Kopfstation zum Kabelverzweiger an der Bordsteinkante nahe der Haushalte (FTTC, Fibre to the Curb). Dort werden die optischen Signale in elektrische gewandelt, die dann über Koaxialkabel (TV-Kabel) in die Häuser geführt werden, z. B. über DOCSIS. Die Glasfaser bieten genügend Bandbreite, um von einem Koaxialkabel mehrere Häuser mit insgesamt 500–2.000 Wohnungen zu versorgen. Die großen deutschen Kabelanbieter stellen seit etwa 2020 trotz geteilter Leitung (shared medium) bis zu 1 Gbit/s zur Verfügung.
HFC-Netze wurden seit den frühen 1990er-Jahren für Kabelfernsehen verwendet, heute laufen darüber Kabelinternet und Telefon (Voice over Cable).
Die Technik wurde von der SCTE (Society of Cable Telecommunications Engineers) standardisiert. Die Standards sind urheberrechtlich geschützt, können aber von der Webseite der SCTE zur ausschließlich persönlichen Verwendung abgerufen werden. Die in verschiedenen Ländern installierten HFC-Netze verwenden diese Standards aber in der Regel nicht.